# Batalla de Bentonville
La batalla de Bentonville (19-21 de marzo de 1865) se libró en el condado de Johnston, Carolina del Norte, cerca del pueblo de Bentonville, como parte del Teatro Occidental de la guerra civil estadounidense. Fue la última batalla entre los ejércitos del mayor general de la Unión William T. Sherman y el general confederado Joseph E. Johnston.
Mientras el ala derecha del ejército de Sherman bajo el mando del mayor general Oliver O. Howard marchaba hacia Goldsboro, el ala izquierda bajo el mando del mayor general Henry W. Slocum se encontró con los hombres atrincherados del ejército de Johnston. El primer día de la batalla, los confederados atacaron al XIV Cuerpo y derrotaron a dos divisiones, pero el resto del ejército de Sherman defendió sus posiciones con éxito. Al día siguiente, cuando Sherman envió refuerzos al campo de batalla y esperaba que Johnston se retirara, solo se produjeron combates esporádicos menores. Al tercer día, mientras continuaban las escaramuzas, la división del mayor general Joseph A. Mower siguió un camino hacia la retaguardia confederada y atacó. Los confederados pudieron rechazar el ataque cuando Sherman ordenó a Mower que volviera a conectarse con su propio cuerpo. Johnston decidió retirarse del campo de batalla esa noche.
Como resultado de la abrumadora fuerza de la Unión y las grandes bajas que sufrió su ejército en la batalla, Johnston se rindió a Sherman poco más de un mes después en Bennett Place, cerca de la estación de Durham. Junto con la rendición del general Robert E. Lee el 9 de abril, la rendición de Johnston representó el final efectivo de la guerra.

## Antecedentes
Después de su Marcha hacia el Mar, el Mayor General William T. Sherman, al mando de la División Militar del Misisipi, trasladó su ejército hacia el norte a través de las Carolinas. El general en jefe de la Unión, el teniente general Ulysses S. Grant, había ordenado a Sherman que llevara sus tropas al norte de Virginia para luchar contra el ejército del norte de Virginia. Sin embargo, Sherman argumentó que llevaría demasiado tiempo transportar sus tropas allí y que su ejército podría destruir las líneas de suministro confederadas a Petersburgo y derrotar a las fuerzas confederadas marchando a través de las Carolinas. Durante el final del invierno y principios de la primavera de 1865, el ejército de Sherman abrió una franja de destrucción en Carolina del Sur. El 8 de marzo, los soldados de la Unión cruzaron a Carolina del Norte mientras las unidades confederadas intentaban concentrar sus fuerzas para derrotar al enemigo durante la marcha. Sherman dividió su mando en dos partes, un ala izquierda (el ejército de Georgia) comandado por el mayor general Henry Warner Slocum y un ala derecha (el ejército de Tennessee) comandado por el mayor general Oliver Otis Howard. Las dos alas marcharon por separado hacia Goldsboro a partir del 13 de marzo, sin que nadie en el mando de la Unión esperara una gran resistencia de Johnston.
El 23 de febrero, el general en jefe confederado Robert E. Lee ordenó a Johnston que tomara el mando del Ejército de Tennessee y otras unidades confederadas en las Carolinas, Georgia y Florida, y que "concentrara todas las fuerzas disponibles y expulsara a Sherman". Johnston logró concentrar en Carolina del Norte el Ejército de Tennessee comandado por el Teniente General Alexander P. Stewart, la división del General de División Robert Hoke del Ejército de Virginia del Norte, tropas del Departamento de Carolina del Sur, Georgia y Florida comandados por El teniente general William J. Hardee, y la caballería bajo el mando del teniente general Wade Hampton, llamando a la fuerza unida el Ejército del Sur. Los mapas confederados mostraban erróneamente que las dos alas de la Unión estaban separadas por doce millas (19 km), lo que significaba que cada una tardaría un día en llegar a la otra. Johnston planeó concentrar todo su ejército para derrotar el ala de Slocum y destruir sus trenes antes de que se reuniera con el resto de la columna de la Unión; el ataque fue planeado para "tan pronto como sea posible después del amanecer de mañana [19 de marzo]".

## Fuerzas opositoras

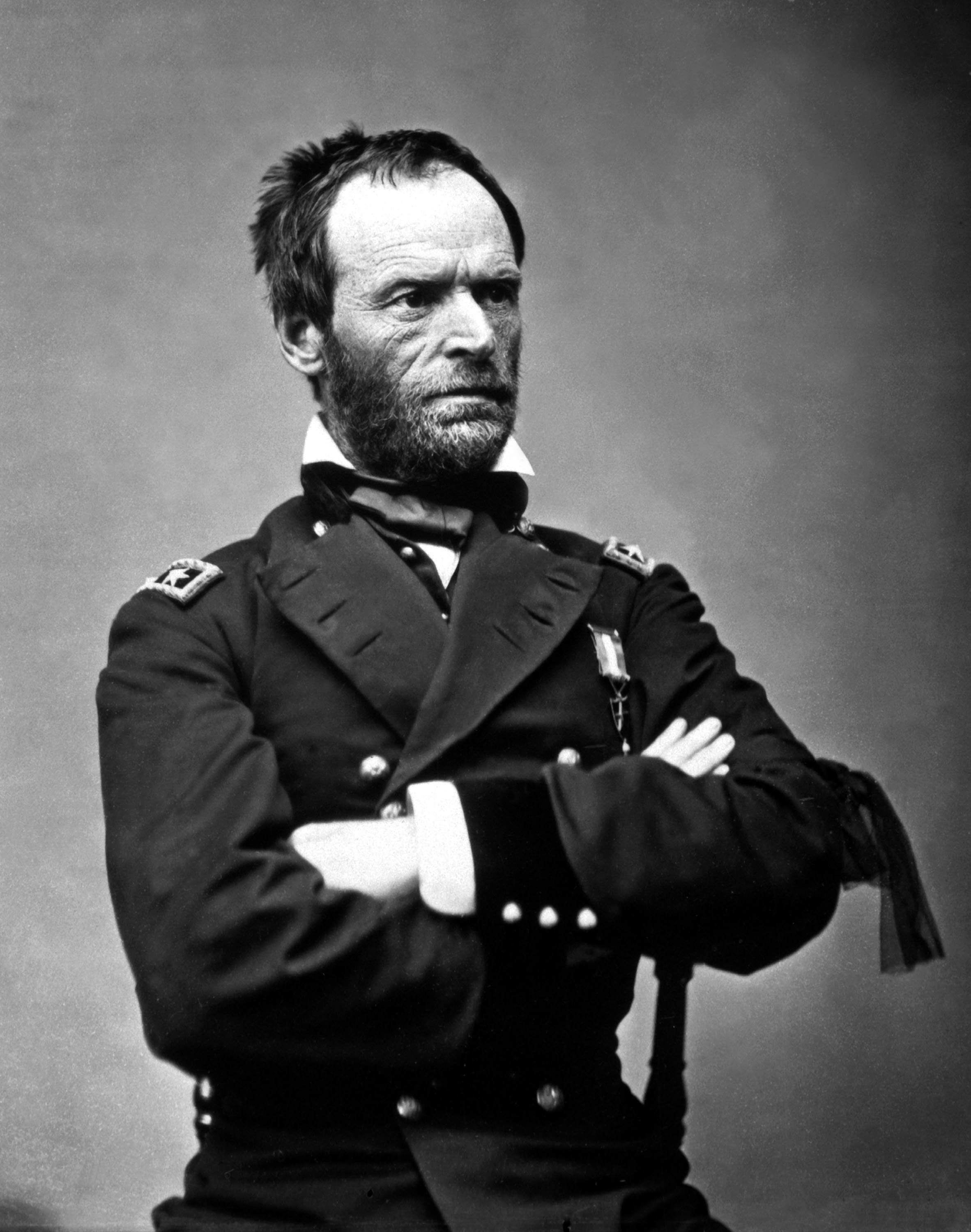
Maj. Gen. William T. Sherman, USA
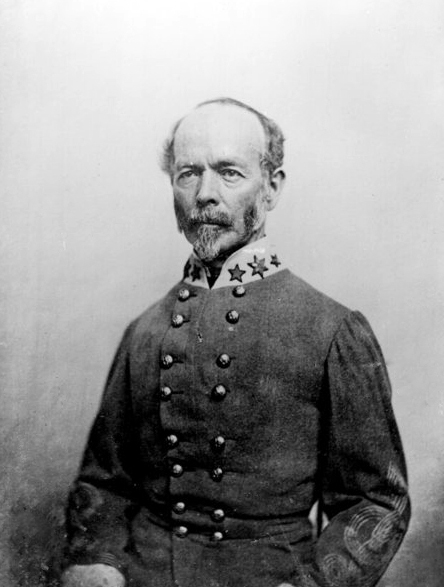
Gen. Joseph E. Johnston, EEC

## Batalla

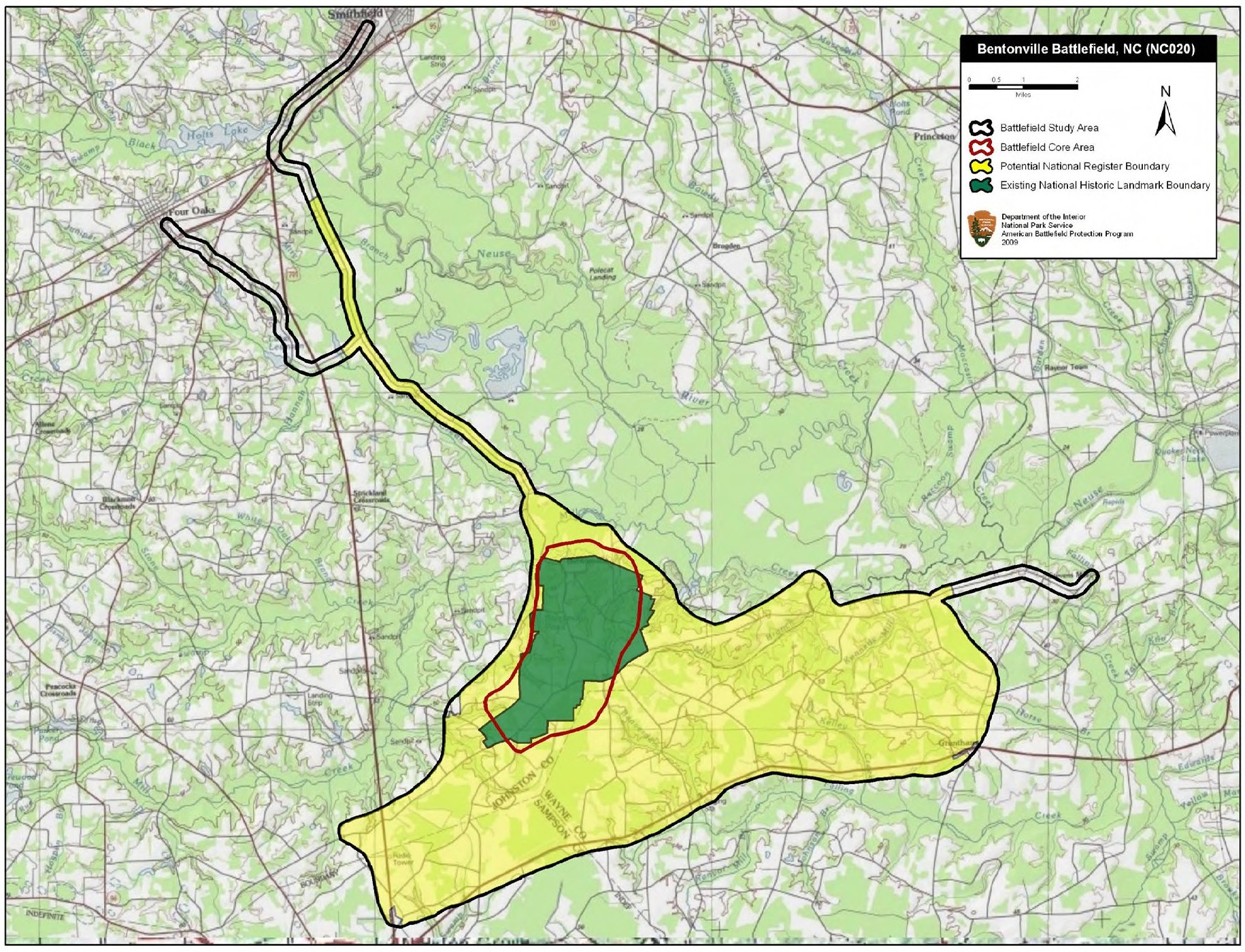
Mapa del núcleo del campo de batalla de Bentonville y las áreas de estudio del Programa de protección del campo de batalla estadounidense

El ataque confederado comenzó el 19 de marzo, cuando los hombres de Slocum marcharon por Goldsboro Road, una milla (1,6 km) al sur de Bentonville. La división de Hoke bajo el mando de Bragg se desplegó en la izquierda confederada mirando al oeste, mientras que el ejército de Stewart se desplegó en la derecha confederada mirando al sur. Slocum estaba convencido de que solo se enfrentaba a la caballería y la artillería enemigas, no a todo un ejército. Además, Sherman no creía que Johnston pelearía con el río Neuse a su espalda. Por lo tanto, Slocum notificó inicialmente a Sherman que solo enfrentaba una resistencia superficial cerca de Bentonville y que no necesitaba ayuda.
Creyendo que solo se enfrentaba a la caballería, Slocum intentó hacer a un lado a los confederados atacando con la 1.ª División de Brig. El general William P. Carlin del XIV Cuerpo, pero este ataque fue rechazado. Slocum luego desplegó sus divisiones en una línea defensiva, con la división de Carlin a la izquierda, Brig. La 2.ª División del General James D. Morgan a la derecha y dos divisiones del XX Cuerpo en apoyo, con el fin de retrasar a los Confederados el tiempo suficiente para permitir que llegue el resto de su ala. Ninguna de las divisiones, a excepción de Morgan, construyó parapetos fuertes, que se vieron comprometidos aún más por una brecha en el centro de la línea Union. La división de Lafayette McLaws del mando de Hardee se estaba acercando a las posiciones confederadas en el momento de los ataques de la Unión. Debido a la preocupación de Bragg por un ataque de flanqueo a la izquierda de Hoke, se ordenó a McLaws desplegarse en el flanco izquierdo confederado. Hacia el mediodía, Hardee llegó con la división de William B. Taliaferro, que se desplegó detrás del Ejército de Tennessee. Luego, Hardee fue puesto a cargo del ala derecha confederada.
A las 3 p. m., la infantería confederada del Ejército de Tennessee lanzó un ataque y empujó al flanco izquierdo de la Unión hacia atrás en confusión, casi capturando a Carlin en el proceso e invadiendo el hospital de campaña del XIV Cuerpo. Los confederados bajo el mando del mayor general D.H. Hill llenaron el vacío dejado por los federales en retirada y comenzaron a enfilar a las tropas de la Unión que quedaban en el frente. La división de Morgan estaba casi rodeada y estaba siendo atacada desde tres lados, pero los ataques confederados no estaban coordinados y, por lo tanto, no lograron expulsarlos de la posición. Hardee, usando la división de Taliaferro y el cuerpo de Bate del Ejército de Tennessee, atacó las posiciones de la Unión cerca de la casa Harper, pero fueron rechazados después de múltiples asaltos. McLaws llegó después de que Taliaferro y Bate fueran rechazados. Atacó, pero también fue rechazado. Después de un acalorado enfrentamiento, llegaron refuerzos de la Unión y controlaron el asalto de Hill. La lucha continuó después del anochecer mientras los confederados intentaban sin éxito hacer retroceder la línea de la Unión. Cerca de la medianoche, los confederados se retiraron a sus posiciones originales y comenzaron a atrincherarse.
Slocum había pedido ayuda a Sherman durante los ataques de la tarde, y el ala de Howard llegó al campo a última hora de la tarde del 20 de marzo, desplegándose en el flanco derecho de Slocum y extendiendo la línea Union hacia Mill Creek. Johnston respondió a la llegada de Howard retirando la división de Hoke para que corriera en ángulo recto hacia el flanco izquierdo de Stewart, y desplegó una de las divisiones de Hardee a la izquierda de Hoke. La caballería confederada protegió el flanco confederado hasta Mill Creek en una débil línea de escaramuza. Solo se produjeron pequeñas escaramuzas en este día. Johnston permaneció en el campo, alegando que se quedó para sacar a sus heridos, pero quizás también con la esperanza de incitar a Sherman a atacar de nuevo, como había sucedido en Kennesaw Mountain.
El 21 de marzo, el general de división de la Unión Joseph A. Mower, al mando de la división en el flanco derecho de la Unión, solicitó permiso al comandante de su cuerpo para lanzar un "pequeño reconocimiento" a su frente, que fue concedido. En cambio, Mower lanzó un ataque con dos brigadas en el flanco izquierdo confederado, que defendía el puente Mill Creek. Los hombres de Mower lograron acercarse a una milla (1.6 km) del cruce antes de que Sherman les ordenara perentoriamente que retrocedieran. En sus memorias, Sherman admitió que se trataba de un error y que perdió la oportunidad de poner fin a la campaña en ese momento, quizás capturando por completo al ejército de Johnston. Entre las bajas confederadas se encontraba Willie, el hijo de 16 años de Hardee. Hardee había permitido a regañadientes que su hijo se uniera a la 8.ª Caballería de Texas pocas horas antes del ataque de Mower.

## Secuelas
Durante la batalla, los confederados sufrieron un total de casi 2.600 bajas: 239 muertos, 1.694 heridos y 673 desaparecidos. Aproximadamente la mitad de las bajas se perdieron en el Ejército de Tennessee. El ejército de la Unión perdió 194 muertos, 1.112 heridos y 221 desaparecidos, para un total de 1.527 bajas. Los heridos fueron tratados en la casa de John Harper, con 360 confederados desconocidos enterrados en una fosa común junto al cementerio de la familia Harper.
Durante la noche del 21 de marzo hasta el amanecer siguiente, Johnston retiró su ejército a través de Mill Creek y quemó el puente detrás de él, dejando atrás un destacamento de caballería como retaguardia. El ejército de la Unión no pudo detectar la retirada confederada hasta que terminó. Sherman no persiguió a los confederados, sino que continuó su marcha hacia Goldsboro, donde se unió a las fuerzas de la Unión al mando de Terry y Schofield. Después de descansar y reacondicionar sus fuerzas combinadas, Sherman planeaba continuar hacia Petersburg, Virginia. Sin embargo, tras la rendición de Lee en Appomattox Court House, Johnston se rindió a Sherman en Bennett Place, Carolina del Norte, el 26 de abril.
Después de la derrota del ejército confederado en la batalla de Bentonville, el ejército se volvió a reunir alrededor de los terrenos de Everitt P. Stevens House, donde se llevó a cabo la última Gran Revisión del ejército el 6 de abril de 1865. Asistieron a la revisión los generales William J Hardee, Joseph E. Johnston y el gobernador Zebulon Baird Vance.

## Preservación del campo de batalla

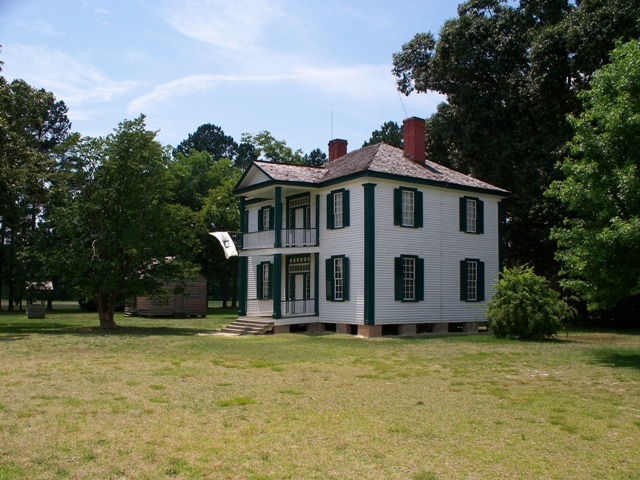
La Casa Harper, construida en la década de 1850, sirvió como hospital de campaña de la Unión durante la batalla y se encuentra junto al museo Bentonville Battlefield, que ofrece recorridos por su interior.

El lugar de la batalla se conserva como el Sitio Histórico Estatal del Campo de Batalla de Bentonville, que fue declarado Monumento Histórico Nacional en 1996. El parque, fundado en 1965, incluye 130 acres (0,53 km²) del campo de batalla y tiene un centro de visitantes adyacente al restauró Harper House, que sirvió como hospital para los soldados de la Unión durante la batalla. La Asociación Histórica del Campo de Batalla de Bentonville, el Civil War Trust (una división del American Battlefield Trust) también poseen partes del campo de batalla que no están incluidas en el parque estatal, incluyendo 1,770 acres (7,2 km²) solo del Trust. El Trust y sus socios, incluida la asociación histórica, han adquirido y conservado un total de 1,861 acres (7,53 km²) del campo de batalla en más de 50 adquisiciones independientes desde 1990.